# Eblisia lunatica
Eblisia lunatica är en skalbaggsart som först beskrevs av Sylvain Auguste de Marseul 1864.  Eblisia lunatica ingår i släktet Eblisia och familjen stumpbaggar. Inga underarter finns listade i Catalogue of Life.